# Clairoix
Clairoix ist eine französische Gemeinde mit 2220 Einwohnern (Stand 1. Januar 2022) im Département Oise in der Region Hauts-de-France. Sie gehört zum Arrondissement Compiègne und zum Kanton Compiègne-1.

## Geografie
Die Gemeinde Clairoix liegt an der Mündung der Aronde in die Aisne, die 500 m stromabwärts in die Oise mündet, unmittelbar nordöstlich der Stadt Compiègne.

## Bevölkerungsentwicklung
| Jahr      | 1962 | 1968 | 1975 | 1982 | 1990 | 1999 | 2006 | 2012 | 2021 |
| Einwohner | 1357 | 1714 | 1798 | 1580 | 1614 | 1952 | 1979 | 2112 | 2232 |

## Industriegeschichte
Die Gemeinde hatte wirtschaftlich überregionale Bedeutung. In den 1920er Jahren gründete der belgische Reifenhersteller Englebert in Clairoix eine Produktionsstätte für Fahrrad- und Automobilreifen. Nach der Übernahme von Englebert durch die deutsche Continental AG 1979 wurde das Werk weitergeführt und im März 2009 endgültig geschlossen, was zu heftigen Protesten in der Region führte.

## Sehenswürdigkeiten
- Kirche Saint-Étienne mit Ursprüngen aus dem ersten Viertel des 13. Jahrhunderts
- 1,5 m hohe, schlanker Menhir du Mont Ganelon (auch Le Pierrot genannt) am Fuß des 137 m hohen Mont Ganelon

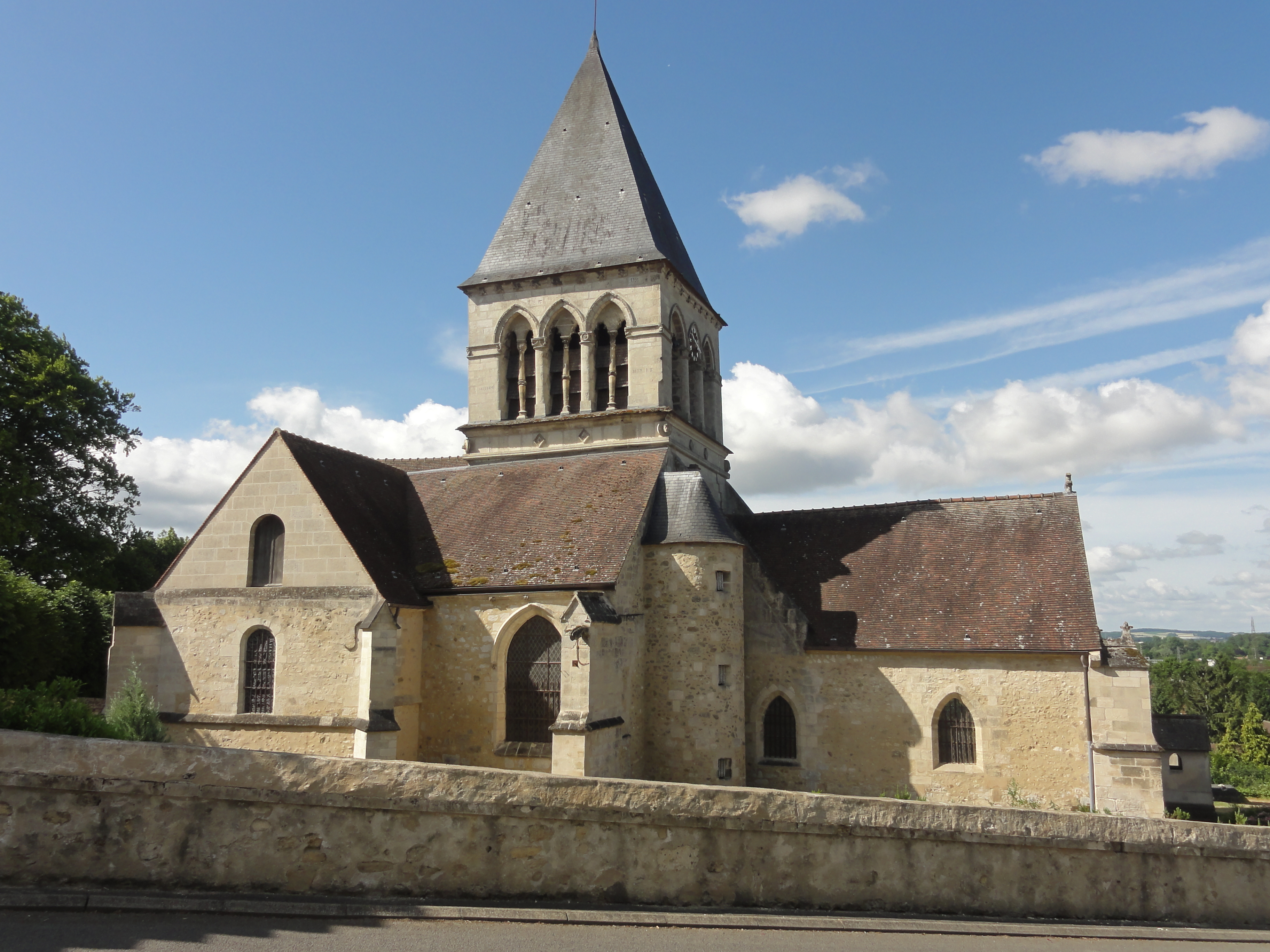
Kirche Saint-Étienne
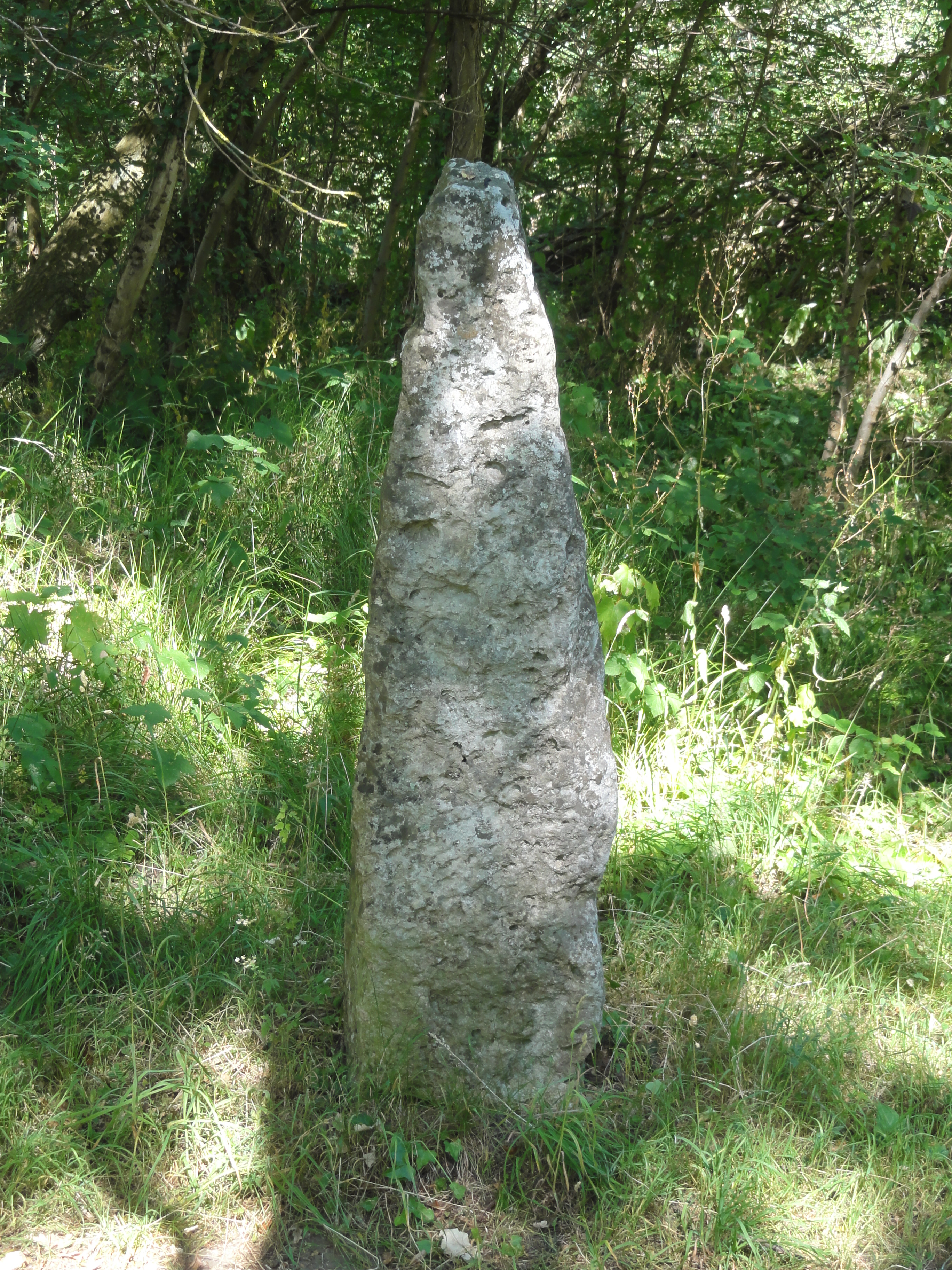
Menhir du Mont
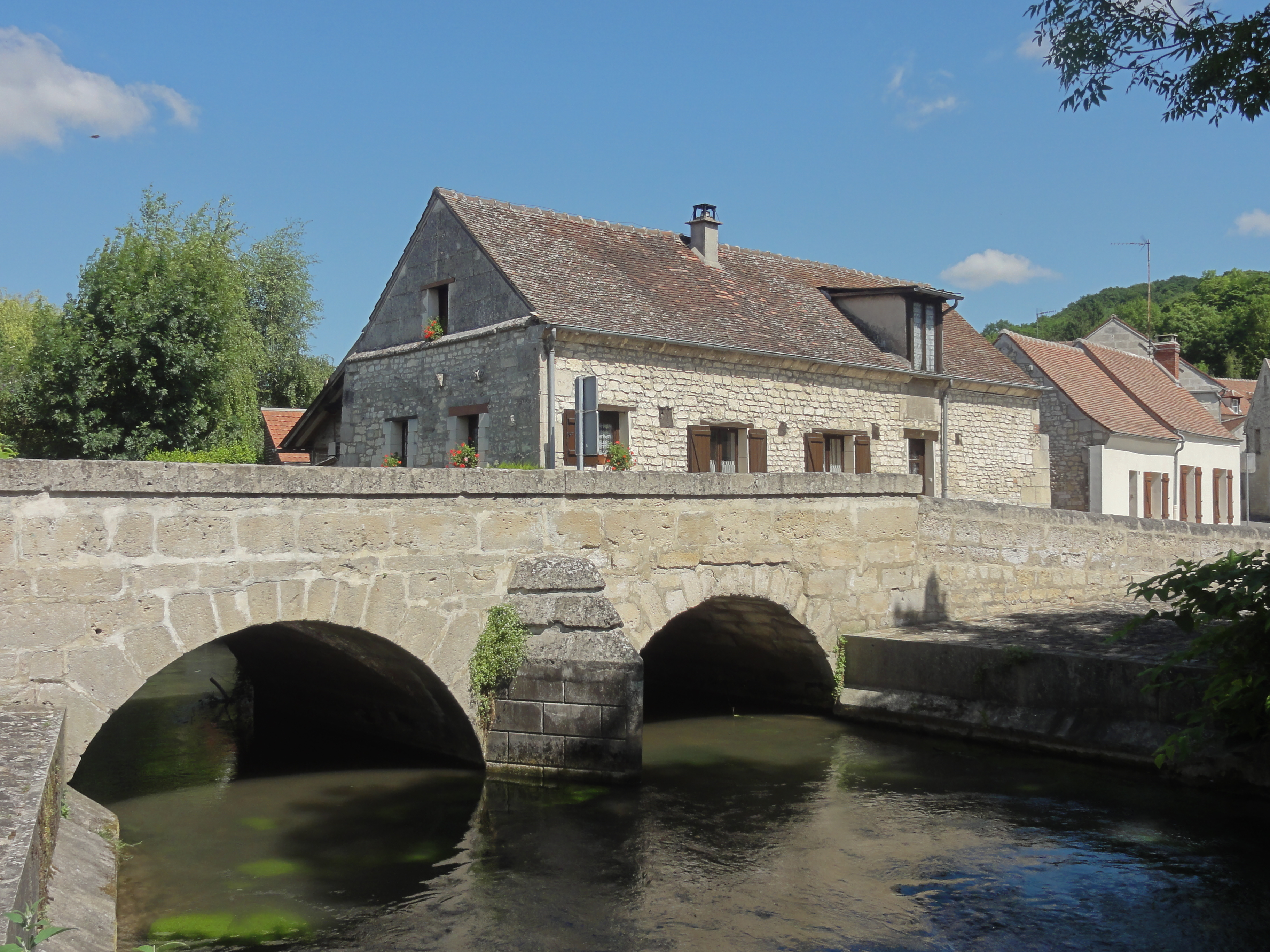
Brücke über die Aronde
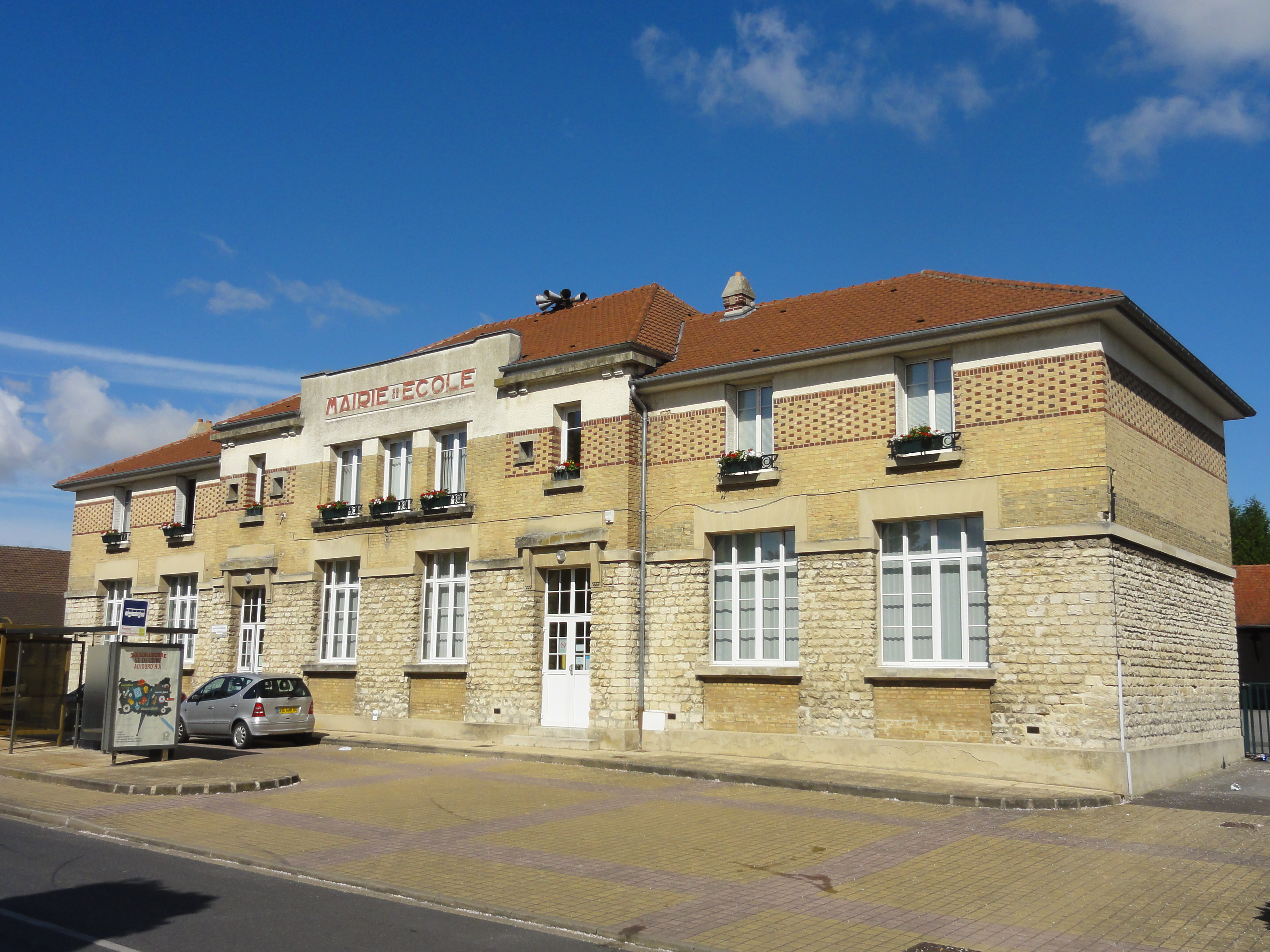
Ehemaliges Rathaus- und Schulgebäude
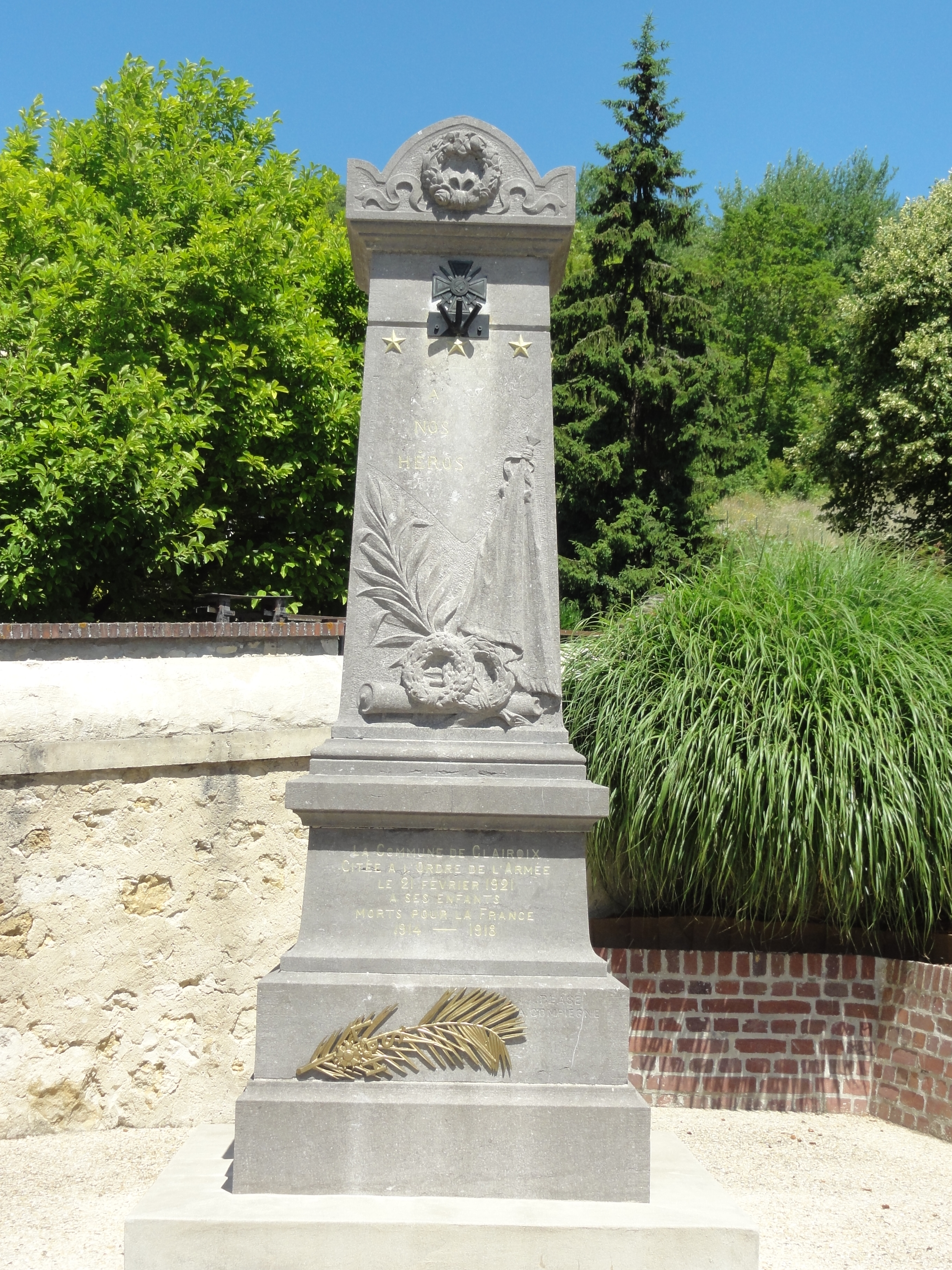
Gefallenendenkmal

## Partnergemeinde
Seit 1992 besteht eine Gemeindepartnerschaft zwischen Clairoix und der bayerischen Gemeinde Dormitz in Oberfranken.